# لحن في ذاكرتي
لحن في ذاكرتي (بالكورية: 내 마음의 풍금) هو فيلم دراما رومانسي كوري جنوبي، يستند إلى رواية شبه السيرة الذاتية الكورية الأكثر مبيعًا «طالبة» للكاتب ها كيوم-تشان. صدر في 27 مارس 1999.

## القصة
في كوريا الجنوبية عام 1962، كانغ سوها، مُعلّم من سول يبلغ من العمر 21 عامًا، يحصل على أول وظيفة له في مدرسة قرية بمقاطعة غانغوون. أُعجبت به طالبة الصف السادس، يون هونغ يون، البالغة من العمر 17 عامًا، رغم أن محاولاتها لجذب انتباهه لم تُلاحظ. في هذه الأثناء، وقع سوها في حب يانغ أون هي، وهي مُعلّمة زميلة في مدرسته.

## الممثلون
- لي بيونغ هون في دور كانغ سوها
- جيون دو يون في دور يون هونغ يون
- لي مي يون في دور يانغ أون هي
- جون مو سونغ
- تشوي جو بونغ
- لي إن تشول
- سونغ أوك سوك
- كيم سون هوا
- لي داي يون
- شين شين-آي في دور سانججو-دايك

## الجوائز
فازت جيون دو يون بجائزة أفضل ممثلة في حفل توزيع جوائز أفلام التنين الأزرق لعام 1999، وجوائز نسخة المخرج لعام 1999، و‌جوائز الناقوس الكبرى لعام 2000 عن أدائها.
فاز الفيلم بجائزة أفضل فيلم في مهرجان فيرونا لوف سكرينز السينمائي عام 2000.

## المسرحية الموسيقية
تم تحويل الفيلم إلى مسرحية موسيقية بعنوان "لحن في ذاكرتي" (المعروفة أيضًا باسم: لحن في قلبي) عام 2008، والتي ركزت على إحياء الأجواء الرومانسية والحساسية الأدبية لستينيات القرن الماضي على المسرح، كما فعل الفيلم. وصرح مسؤول العلاقات العامة في شركة الإنتاج "شو تيك كوميونيكيشنز": «نُشرت الرواية الأصلية في ثمانينيات القرن الماضي، وصُنع الفيلم في تسعينياته، والآن سيتم إنتاج النسخة الموسيقية في العقد الأول من القرن الحادي والعشرين، مما يُظهر الطاقة الدؤوبة للعمل بفضل قصته النقية والمؤثرة». تميزت المسرحية الموسيقية بديكورات مسرحية جذابة باللون الوردي لإضفاء أجواء رومانسية، إلى جانب موسيقى عصرية وتصميم رقصات من 21 ممثلًا لكسب ود الجمهور المعاصر. كما لفت العرض الأول في قاعة هوام للفنون (من 22 يوليو إلى 11 سبتمبر 2008) انتباه الجمهور لعودة الممثل المسرحي الموسيقي الذي تحول إلى ممثل تلفزيوني/سينمائي، أوه مان سوك، إلى المسرح.
في حفل توزيع جوائز الموسيقى الكورية لعام 2008، حصدت المسرحية جائزة أفضل موسيقى كورية أصلية، وأفضل إخراج (تشو جوانغ هوا)، وأفضل تأليف، وأفضل سيناريو، وأفضل تصميم مسرحي، وأفضل ممثل جديد (غو جونغ سوك - بديل أوه للدور الرئيسي).
عُرضت المسرحية الموسيقية للمرة الثانية في الفترة من 16 يوليو إلى 28 أغسطس 2011، في قاعة هوام للفنون في سونهوا دونغ، وسط سول. وقد عاد أوه مان سوك، نجم العرض الأول، هذه المرة كمخرج. كما اختار أوه المغني تيم والممثل الموسيقي كيم سونغ داي لتولي دور البطولة.

## روابط خارجية
- لحن في ذاكرتي على موقع IMDb (الإنجليزية)
- لحن في ذاكرتي على موقع روتن توميتوز (الإنجليزية)
- لحن في ذاكرتي على موقع نتفليكس (الإنجليزية)
- لحن في ذاكرتي على موقع ألو سيني (الفرنسية)
- لحن في ذاكرتي على موقع Turner Classic Movies (الإنجليزية)
- لحن في ذاكرتي على موقع أول موفي (الإنجليزية)
- لحن في ذاكرتي على موقع فيلمافينيتي (الإسبانية)
- لحن في ذاكرتي على موقع قاعدة بيانات الفيلم (الإنجليزية)
- لحن في ذاكرتي على موقع ليتربوكسد (الإنجليزية)
- لحن في ذاكرتي على موقع كينوبويسك (الروسية)